# Synagogue orthodoxe de Nuremberg (1902-1938)

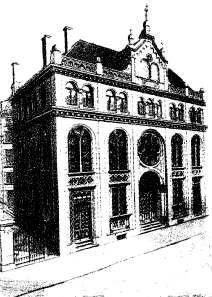
La synagogue orthodoxe Adas Israel

À Nuremberg, en marge de la communauté juive de tendance libérale, s'est créée dans les années 1870 l'Association juive orthodoxe Adas Israel. Devant l'augmentation du nombre de ses fidèles, elle a construit sa propre synagogue, inaugurée en 1902. Elle sera détruite en 1938 lors de la Nuit de Cristal comme la plupart des autres lieux de culte juif en Allemagne.

## L'Association juive orthodoxeAdas Israel
À Nuremberg, de 1874 à 1943, existe sous l'égide de la communauté juive principale dominée par les libéraux, une association juive orthodoxe Adas Israel,. L'association est fondée en raison de l'attitude nettement libérale de la majorité des familles juives de Nuremberg dans les années 1860: les prières en allemand, la lecture de la Torah en trois ans au lieu du cycle traditionnel d'un an, l'installation d'un orgue dans les nouvelles synagogues et d'autres nouveautés, conduisent une partie des familles juives pendant l'été 1874 à suivre des offices distincts dans lesquels, les prières sont effectuées selon l'ancien rite et la lecture de la Torah réalisée selon le cycle annuel. La création d'Adas Israel est beaucoup due à l'initiative de l'enseignant Salomon Ansbacher (1843-1911) qui exerce à Nuremberg depuis 1874. L'existence officielle en tant qu'association est publiée le 17 mars 1876. Le rabbin Levin de la communauté principale soutient largement les efforts de l'association Adas Israel. 
« Également dans la ville voisine de Nuremberg, une Association orthodoxe séparée a été formée. Nous nous référons au rapport municipal du 4 de ce mois. Selon le communiqué de la minorité orthodoxe (d'environ 60 hommes) à la municipalité de Nuremberg, celle-ci a fondé l'association Adas Israel dans le but de pratiquer des offices selon l'ancien rite, ce à quoi la municipalité n'a pas soulevé d'objection. Inutile de dire que la minorité orthodoxe n'a pas été éjectée de la communauté principale, ce que les lois de Bavière ne permettent pas…,  »
Adas Israel possède sa propre salle de prière, et dès 1902 une synagogue indépendante, une école religieuse depuis 1875 et à partir de 1920, grâce aux efforts du rabbin Dr Klein, une école primaire juive qui sera accessible à l'ensemble de la communauté. Le Mikvé, au 15 Hintere Insel Schütt dans le quartier Wildbad, construit en 1865, à la demande des fidèles orthodoxes est utilisé par l'ensemble de la communauté. Les orthodoxes n'ont pas de cimetière indépendant, et utilisent le cimetière juif communautaire. 
Mr Schatt, recommandé par des rabbins orthodoxes, est embauché comme Schohet (abatteur rituel). Il travaillait auparavant à Bad Kissingen sous le contrôle du rabbinat de Wurtzbourg.   
Salomon Ansbacher est embauché comme professeur de religion et assure aussi les offices. Il occupe son poste jusqu'en 1909, mais reste actif au sein de la communauté jusqu'à sa mort en 1911. Ansbacher occupant de fait les fonctions de rabbin, sans en avoir le titre, Adas Israel ne cherche à embaucher un rabbin qu'après son départ à la retraite.  Sur la base d'un accord conclu le 12 janvier 1908, entre la communauté juive et Adas Israel, cette dernière obtient l'autorisation d'embaucher un rabbin, qui ne sera pas rabbin de la communauté, mais rabbin d'Adas Israel ou rabbin de l'Association. 
En 1909, ce poste de rabbin d'Adas Israel est attribué au rabbin Dr Arnold Abraham Klein, né le 17 septembre 1875 à Dunaföldvár en Hongrie, fils de l'homme d'affaires Samuel Klein et d'Ernestine née König. Il a auparavant travaillé jusqu'en 1905 comme professeur à Kempen in Posen (aujourd'hui: Kępno en Pologne), puis de 1905 à 1909 comme professeur au séminaire rabbinique à l'Institut israélite de formation des enseignants à Wurtzbourg. Nommé rabbin de l'Association Adas Israël en janvier 1909, il occupe ce poste jusqu'à son exil forcé en 1939. Il meurt en 1961 à Jérusalem. 
En plus, l'association embauche comme Hazzan (chantre), Adolf Neufeld, originaire de Nicolsbourg (actuellement Mikulov en Moravie-du-Sud) qui restera en poste jusqu'à 1919 (ou sa mort en 1923). Il sera remplacé par Jakob Steinfeld qui occupera le poste de chantre principal jusqu'à son décès en 1931.
Après 1920, l'école primaire juive installée dans les locaux d'Adas Israel, accueille des élèves juifs de toute la communauté de Nuremberg. Elle est présidée par le Dr Isaac Bamberger (né en 1874 à Lengnau en Suisse, décédé en 1950 à Jérusalem). À ses côtés, Emanuel Hess qui décédera en 1933, exerce la fonction de professeur principal et de directeur. En 1924, l'école accueille plus de 150 élèves. 
En 1924, la Israelitische Religionsgesellschaft (Société religieuse israélite) Adas Israel compte environ 400 membres. Elle est dirigée par Nathan Goldberger, le professeur Dr Josef Tachauer, Baruch Marx, Maier Stern, Hirsch Weißmann, Bermann Adler, Alfred Klugmann, Benjamin Wolff et Moritz Uhlmann. Ils sont épaulés par diverses commissions, comme la commission des finances, la commission de la cacheroute (présidée par le rabbin Dr Klein), la commission de l'école (présidée par le professeur Dr J. Tachauer). 
Adas Israel fonde plusieurs  associations charitables: la Gemilus chesed, dirigée en 1924 par Bermann Adler; la Männerverein Agudas Jisroel (Association des hommes de l'Agudas Jisroel), géré par le Dr Lazarus Eisemann et Don Sichel, dont le but est des prêts sans intérêt pour la création de petites entreprises; la  jüdische Frauenvereinigung Esras Noschim (Association des femmes juives Esras Noschim), fondée en 1915 et dirigée en 1924 par Mathilde Goldberger, dont le but est l'aide au travail;  la Jünglingsverein Bachurim (Association de la jeunesse Bachurim), sous la direction de Jakob Kohn en 1924; la  Krankenheimstiftung (Fondation pour les soins médicaux à domicile), dirigé par Nathan Goldberger.
Le rabbin Dr Arnold Klein est profondément sioniste et va effectuer plusieurs voyages en Palestine, qu'il racontera lors de conférences, en faisant appel à la générosité de ses fidèles pour l'envoi de dons aux Juifs du Yichouv:
« Dans la grande salle de l'hôtel 'Deutscher Hof, le rabbin Dr Klein s'est exprimé le jeudi 23 février devant un  large public sur Le travail de la population juive en Palestine. L'orateur a démontré en termes convaincants, comment il est juste pour le judaïsme respectueux de la loi, de conserver et de propager   l'idée de reconnaissance et d'amour pour la colonisation de la Terre Sainte, par la parole et les actes. Il a illustré avec des mots poignants allant droit au cœur, comment pourrait maintenant prendre naissance la possibilité d'une véritable culture juive sur une terre juive et dans un milieu juif, basée sur le fondement  de la Torah, si le judaïsme est conscient de l'importance de l'heure et encourage la construction de la Palestine avec tous les moyens disponibles. Mr le rabbin Dr Klein termine en indiquant que le prestige de toute la communauté juive exige que dès maintenant des travaux de construction vraiment importants soient entrepris en Terre Sainte, et que le monde entier non-juif est aussi intéressé à voir une vie juive florissante dans le sens traditionnel du terme, se développer en Palestine.

La conférence a laissé une profonde impression sur le public et a eu une influence sur la collecte pour le Keren Hajischuw [Keren Yichouv = Fond du Yichouv] effectuée auprès de toutes les catégories du public juif local, d'autant que le comité de la collecte a développé une intense activité. »
Dans un autre discours prononcé le 18 mai 1936, après un autre voyage en Palestine, le Dr Klein insiste sur les difficultés de vie en Terre d'Israël et se plaint de l'absence de spécificité typiquement juive en Palestine dans des domaines aussi variés que l'architecture ou la langue hébraïque. Il désapprouve aussi la mainmise de la Histadrout sur l'enseignement qui ne fait pas de place à l'éducation religieuse:   
« Mr le rabbin Dr Klein commence par rappeler les derniers évènements douloureux qui se sont déroulés en Palestine afin de démontrer le sérieux et la gravité des problèmes en Eretz Israel. Actuellement la Terre d'Israël suscite un intérêt accru pour différentes raison, notamment chez ceux qui, dans l'aspiration de leur cœur juif, voient en Eretz Israel la terre où le Juif pourra vivre en tant que juif. Dans son exposé détaillé, l'orateur a développé un impressionnant tableau des relations économiques, culturelles et religieuses dans le pays... La prise de conscience de l'appartenance au peuple juif est forte et malgré les points de vue souvent opposés et les origines différentes, conduit à une relation quasi fraternelle entre tous les Juifs. Cependant, on ne peut pas dire que la Palestine d'aujourd'hui ai retrouvé sa personnalité juive. Par exemple, il manque une touche spécifiquement juive dans la conception architecturale de l'image de la ville de Tel Aviv. Également dans le domaine de la création de la langue hébraïque, dont la ressemblance aux modèles européens occidentaux est clairement visible. Dans la vie économique, se manifestent des tensions entre les entreprises et les travailleurs. La pratique parfaite du Awodah Iwrith (travail juif)  est réalisée de façon systématique par les travailleurs. L'éducation est malheureusement dominée la plupart du temps par les écoles de la Histadrout, où aucune éducation religieuse n'est fournie aux enfants. Les écoles fondées par le mouvement orthodoxe bénéficient d'un fort soutien… »
Lors de la nuit de Cristal, du 9 au 10 novembre 1938, la synagogue ainsi que le centre communautaire d'Adas israel sont détruits.  
En 1942, Leo Katzenberger, homme d'affaires et membre éminent de la communauté juive de Nuremberg, est lors d'un procès-spectacle, condamné à mort pour avoir eu des relations supposées avec une aryenne et guillotiné. 
On compte à Nuremberg 2 374 victimes juives du nazisme, indépendamment de leur appartenance à telle ou telle tendance du judaïsme. Leur nom, prénom, date et lieu de naissance, leur dernière adresse connue, ainsi que la date de leur arrestation et la date et le lieu présumé de leur mort sont répertoriés sur le site de JewishGen.
En 1943, avec la dissolution forcée de la communauté juive de Nuremberg, disparait l'association Adas Israel, représentant les Juifs orthodoxe de Nuremberg.

## Histoire de la synagogue

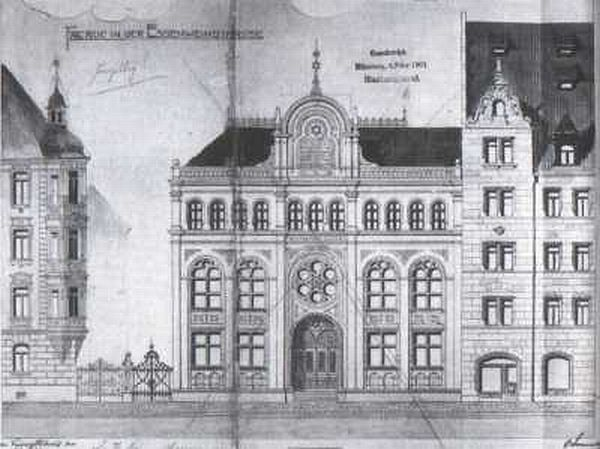
Plan d'architecte

Par lettre en date du 29 juillet 1874, adressée à la communauté juive, 32 membres de la communauté demandent la possibilité d'organiser leur propre service selon les rites traditionnels, dans une salle de prière de la maison communautaire.  Cette demande est rejetée par crainte d'une dissolution de la communauté. Aussi les premiers offices, débutant à Roch Hachana (nouvel an juif) de 1874, se tiennent dans une salle louée. Initialement aucun bail à long terme n'est signé, et ce n'est qu'en décembre de la même année, après avoir changé quatre fois de local, qu'un bail d'une durée minimale d'un an et demi est enfin signé. Cette salle de prière se trouve dans la rue Am Gräslein. Le bail sera prorogé à plusieurs reprises, même après que la communauté juive ait accepté l'organisation de services religieux orthodoxes dans une salle de prière de la communauté, car une partie des membres de l'association Adas Israel refuse de tenir des offices dans le centre communautaire, où l'on pourrait entendre l'orgue de la synagogue principale.   
En raison du nombre croissant de fidèles, la salle louée devient trop petite et l'association décide en 1899 de construire sa propre synagogue. En octobre de l'année suivante, un terrain est acheté dans l'Essenweinstrasse. Le cabinet d'architectes de Nuremberg Ochsenmayer & Wissmüller dessine les plans d'un ensemble, centre communautaire et synagogue. Le bâtiment de trois étages, en pierre, avec toit à la Mansart, est dans son ensemble, d'architecture néoromane. Avec les balustrades extérieures, les architectes ont ajouté des éléments de style néogothique.   
L'inauguration a lieu le 5 septembre 1902:   
« Hier soir à 5h30 a eu lieu la cérémonie de consécration de la synagogue de l'association Adaß Jißroel, association religieuse israélite. Dans le hall de ce magnifique bâtiment, se sont réunis les membres du Comité de direction et du Comité de construction ainsi que les invités d'honneur. M. l'architecte Ochsenmayer, après un discours, a remis la clef au premier président, M. Don Sichel, lequel a remercié par un discours très élaboré. Puis, il y a eu les discours très enthousiastes des membres permanents du conseil, MM. Grünbaum et Meyer. Tandis que M. Grünbaum faisait l'éloge avec des mots sincères de la  bienheureuse providence, M. Meyer a remercié au nom de l'association, le Comité de construction, et a souligné qu'à ce jour, les travaux de construction ne pouvaient pas être considérés comme achevés, mais que nous devions conserver la magnificence de cette glorieuse demeure, érigée à la gloire de l'Éternel, dans le but de l'avancement de la Torah. 
Puis la cérémonie commença dans la synagogue selon le programme suivant: 1/ Ma Towu. 2/ S-u Scheorim; les deux chantés par le chantre et le chœur. 3/ Entrée dans la synagogue avec les rouleaux de Torah. 4/ Trois fois le tour de la Bimah avec b'jom korenu chanté par le chantre et le chœur. 5/ Ouverture de l'Arche Sainte: Wajehi binsoa chanté par le chantre et le chœur. 6/ Les rouleaux de Torah sont placés dans l'Arche Sainte. 7/ Le chantre monte à la Bimah avec un rouleau de Torah, récite la prière au roi, puis place aussi le rouleau de Torah dans l'Arche Sainte. 8/ Uvenucho jomar est chanté par le chantre et le chœur. 9/ Discours d'inauguration (Mr Ansbacher). 10/ Prière de Min'ha. 11/ Prière de Maariv avec certains accompagnements choraux. À 8 heures du soir, la célébration édifiante est terminée. Elle restera mémorable pour tous les participants. »
Le 13 juin 1911, le prince Louis visite la synagogue, accueilli par un discours très chaleureux du rabbin Dr A. Klein, et par l'hymne Boruch haboh, chanté par le chantre A. Neufeld, accompagné de la chorale. 
En 1924, le bâtiment de la synagogue dans la Essenweinstraße fait l'objet d'une extension avec l'ajout d'un troisième étage, permettant d'accueillir une salle de réunion pour l'association, une bibliothèque ainsi qu'une école primaire juive et une yechiva (école talmudique).    
Après l'expropriation, la fermeture puis la démolition par les nazis de la grande synagogue de Nuremberg, la synagogue orthodoxe Adas Israel devient pendant quelques mois, à partir de juillet/août 1938, le centre de la vie communautaire juive de Nuremberg, y compris pour les fidèles qui fréquentaient la grande synagogue.   
Lors de la nuit de Cristal, du 9 au 10 novembre 1938, la synagogue orthodoxe Adas Israel est profanée et détruite. Les hommes de la SA, pénètrent à l'intérieur du bâtiment, et après s'être appropriés les objets rituels précieux en argent, brisent et empilent l'ensemble du mobilier, des livres et tout ce qu'ils trouvent au milieu de la synagogue sur la Bimah, avant d'y mettre le feu. Les équipes de pompiers arrivées rapidement sur les lieux, n'interviennent pas pour éteindre l'incendie, mais se contentent d'arroser les habitations voisines afin d'éviter une propagation du feu.  Les habitants juifs des maisons environnantes, y compris les enfants, sont amenés de force sur place afin de voir bruler leur synagogue.